# Lilium stewartianum
Lilium stewartianum (em chinês: 单花百合|dan hua bai he) é uma espécie de planta com flor, pertencente à família Liliaceae.
É endêmica da República Popular da China com ocorrências na província de Yunnan, florindo a uma altitude de 3600-4300 metros.